# Laubenmuseum
Das Laubenmuseum im Nürnberger Stadtteil Langwasser zeigt verschiedene originale Gartenlauben aus den 1920er und 1930er Jahren. Neben dem Leipziger Kleingarten-Museum ist es das einzige seiner Art in Deutschland dar.

## Geschichte
Zwischen 1994 und 1997 wurden durch den Stadtverband Nürnberg der Kleingärtner e. V. mehrere originale Gartenlauben der 1920er und 1930er Jahre aus verschiedenen Kleingartenanlagen im Stadtgebiet gerettet und restauriert. Hierbei wurden die sieben Lauben in den Kontext ihrer Entstehungszeit gebracht und mit originalem Mobiliar und Werkzeugen ausgestattet. Am 9. Mai 1998 erfolgte die Eröffnung. In den Jahren 2010 und 2011 wurden die Lauben in ihren ursprünglichen Farben neu gestrichen. 2018 erfolgten größere Sanierungsmaßnahmen.

## Sonstiges
Zum 20-jährigen Bestehen des Museums wurden als Teil der Aktion Bäume für die Menschenrechte zwei Ginkgobäume gepflanzt und eine Gedenktafel mit dem Artikel 24 der Menschenrechte am Eingang des Museums errichtet. Dieser besagt: Jeder hat das Recht auf Erholung und Freizeit und insbesondere auf eine vernünftige Begrenzung der Arbeitszeit und regelmäßigen bezahlten Urlaub.